# Pterogramma adustum
Pterogramma adustum är en tvåvingeart som beskrevs av Smith och Marshall 2004. Pterogramma adustum ingår i släktet Pterogramma och familjen hoppflugor.
Artens utbredningsområde är Dominikanska republiken. Inga underarter finns listade i Catalogue of Life.